# Dor Daedeloth
Dor Daedeloth is een gebied in Beleriand uit De Silmarillion van J.R.R. Tolkien.
Dor Daedeloth (Nederlands: Land van de schaduw van afgrijzen) was het gebied rond Angband, het grote fort van Morgoth in de Eerste Era. In dit gebied leefden en vermenigvuldigden de orks en andere schepselen van Morgoth zich.
Het was hier dat, vroeg in de Eerste Era, de opmars van de Noldor werd gestuit en Fëanor dodelijk werd verwond door een Balrog.
Daarna omsingelden en belegerden de Noldor het gebied, althans het deel ten zuiden van de Ered Engrin. Dit werd bekend als het Beleg van Angband en duurde meerdere eeuwen. Om dit beleg te handhaven werden forten en buitenposten gebouwd, maar die werden allemaal veroverd of verwoest tijdens de Dagor Bragollach.
Dor Daedeloth bevond zich ten noorden van de vlakten van Ard-Galen en zowel aan de noord- als aan de zuidkant van de Ered Engrin.